# Toán đố

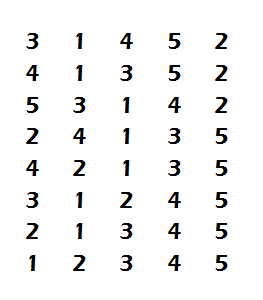
ㅤㅤㅤㅤㅤㅤㅤㅤㅤ

Một bài toán đố là một vấn đề có thể được giải quyết bằng toán học, thường được sử dụng trong quá trình dạy toán để giúp học sinh hiểu sự liên quan giữa các vấn đề đời sống thường ngày với các khái niệm và ký hiệu toán học.
Theo một số nhà giáo dục, để giải một bài toán đố, học sinh cần thực hiện ba bước sau:
1. Hiểu bài toán đố đang cần giải cái gì
2. Biến bài toán đố thành một con tính của toán học, rồi dùng phương pháp toán học để giải.
3. Giải xong, lại phải hiểu đáp số như vậy có ý nghĩa gì.

Do đó, trong một bài toán đố, ngoài việc biết cánh làm toán (bước thứ nhì), học sinh còn phải hiểu cả "đầu vào" (bài toán hỏi gì) lẫn "đầu ra" (đáp số có nghĩa là gì). Do đó, một bài toán đố thường khó hơn một bài toán thường, vì đòi hỏi sự liên hệ giữa giải quyết vấn đề thực tiễn với bài toán, thay vì chỉ biết làm toán như một máy tính.
Thí dụ, một học sinh có thể nhuần nhuyễn các con tính cộng trừ và có thể tính 5 - 3. Nhưng để giải bài toán đố "Em có 5 trái táo, em cho bạn Tèo 3 trái, em còn mấy trái?" thì học sinh cần hiểu rằng khi cho đi tức là làm tính trừ (đầu vào) và sau khi trừ 5 - 3 = 2, thì cần hiểu rằng đáp số 2 là số trái táo còn có trong tay (đầu ra).